# Giovanni Hakkenberg
Giovanni Narcis Hakkenberg (Soerabaja, 6 december 1923 – Ede, 15 februari 2013) was een Nederlands marinier (kapitein der mariniers b.d.) en ridder der Militaire Willems-Orde.

## Loopbaan

### Verrichtingen in de kolonie
Op 17-jarige leeftijd meldde Hakkenberg zich met een broer en een aantal neven in Nederlandsch-Indië aan bij de Nederlandse Marine om in Europa tegen de Duitsers te gaan vechten; Hakkenberg kwam in februari 1941 in dienst als lichtmatroos. Na drie maanden werd hij overgeplaatst op Hr. Ms. Soerabaja; dat was de voormalige Hr. Ms. De zeven Provinciën, waar hij zijn nautische opleiding kreeg. In oktober 1941 werd oorlogsmaterieel ingescheept voor het KNIL en Australië en voer men naar de kleine Soendaeilandengroep. Na de oorlogsverklaring van Nederland aan Japan werden KNILmilitairen ingescheept en werden per Soerabaja naar Portugees Timor vervoerd, waar een vliegveld bezet werd. Hakkenberg fungeerde als roeier in de B2 sloepen. Na deze landing voer de Soerabaja naar Soerabaja, waar Hakkenberg werd overgeplaatst op Hr. Ms. torpedobootjager Kortenaer.
Aan boord van Hr. Ms. Kortenaer nam hij als jongste matroos op 27 februari 1942 deel aan de luchtslag bij de Straat van Billiton en de Slag in de Javazee. De Kortenaer werd getorpedeerd en zonk binnen een paar minuten. Hakkenberg had een zwemvest maar zijn benen zaten verstrikt in touwen. Toch wist hij zich te redden en was hij een van de 104 overlevenden die door de HMS Encounter werden opgepikt en naar Soerabaja gebracht. Omdat Hakkenberg gewond was werd hij naar het ziekenhuis overgebracht. Op 8 maart 1942 capituleerde Nederlands-Indië. Hakkenberg kwam in een krijgsgevangenkamp in Thailand en werd te werk gesteld aan de beruchte Birma-spoorlijn. In 1944 werd hij naar een steenkolenmijn in Japan overgeplaatst. Aan het einde van de oorlog woog hij nauwelijks 40 kg. Na de oorlog kwam hij terecht in een groot rustkamp in Manilla en vandaar zou hij worden overgebracht naar Australië, om aan te sterken. Hakkenberg gaf zich echter, samen met twintig vrienden, op voor de marinebewakingsafdeling in Batavia.

### Na de oorlog

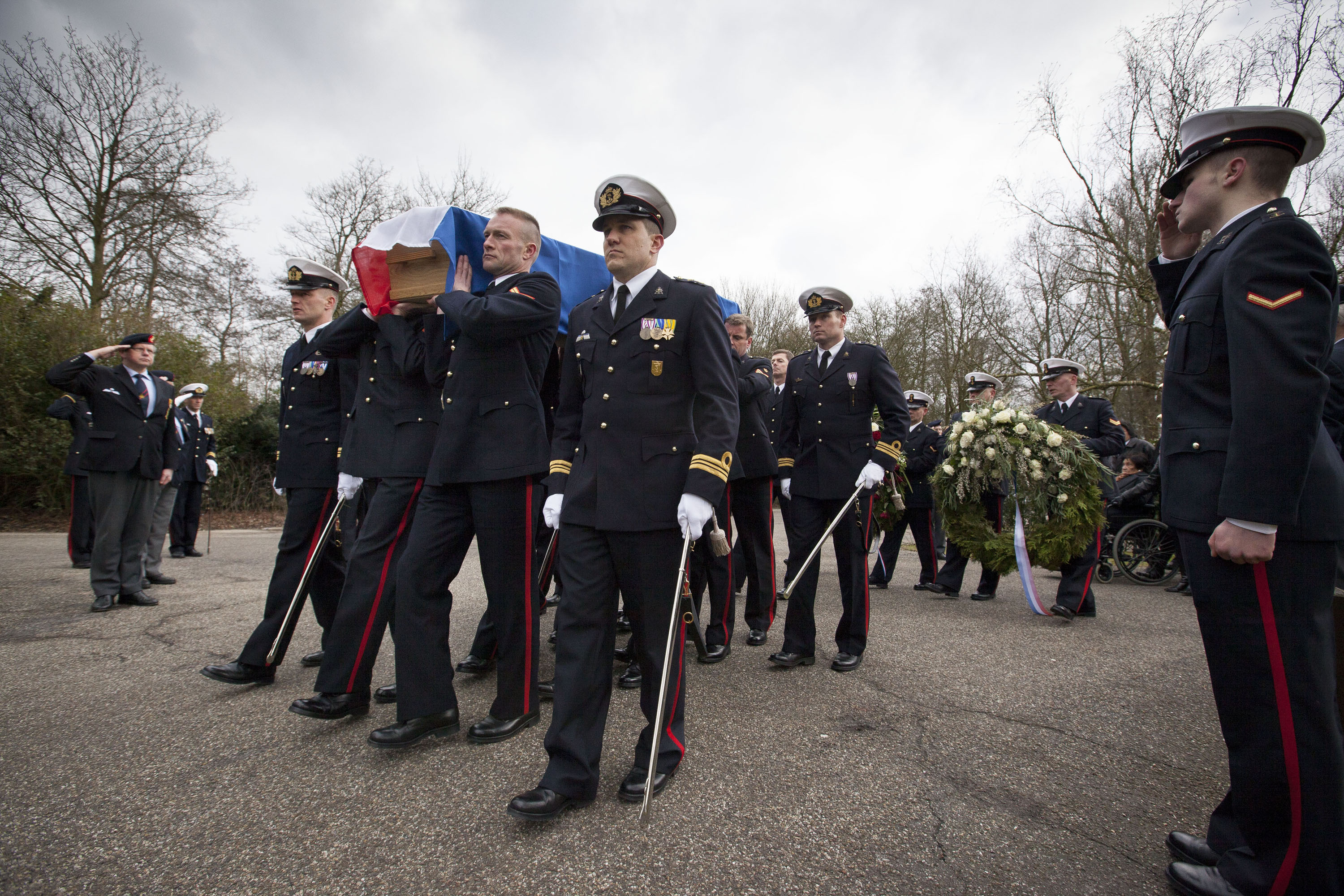
Hakkenberg werd gecremeerd met militaire eer

Zijn ouders overleefden de oorlog, ze vertelden hem toen hij terugkwam uit krijgsgevangenschap dat hij samen met een broer de enige overlevende was van alle tien broers en neven. Hakkenberg bleef bij de Marine en kwam als marinier tot inzet op Java bij de Mariniersbrigade (mei 1946). De eerste tijd werd hij opgeleid als "verhoorder" van gevangenen die bij de voorposten der mariniers gevangen waren genomen. Later werd hij bevorderd tot detachmentscommandant van de VDMB in Gedangan. Hij was toen 22 jaar en matroos der eerste klasse. In zijn functie bij de VDMB gaf hij zich soms uit voor Japans officier en zwierf hij door dessa's en kampongs. Hij werd teruggeroepen om deel te nemen aan de actie naar Modjokerto, waar hij in de tank van luitenant Spook meereed. Hierna werd hij opnieuw tewerk gesteld te Soerabaja en vervolgens te Djember, waar hij werd bevorderd tot detachementscommandant in Besoeki en Bondowoso; hij werd benoemd tot kwartiermeester, een functie gelijk in rang met die van korporaal der mariniers. In maart 1949 werd hij tijdelijk bevorderd tot sergeant. In deze rang werd hij benoemd tot hoofdkwartiercommandant in Loemadjang.
Hakkenberg vocht nog in Nieuw Guinea en werd in 1970 benoemd tot officier vakdiensten in de rang van eerste luitenant der mariniers. In de rang van kapitein was hij later belast met de algemene militaire vorming in de marinekazerne te Amsterdam. Hakkenberg verliet in 1974 de dienst als kapitein der Mariniers. Op 29 mei 2009 was hij een van de zes Ridders die aanwezig waren op het Binnenhof toen kapitein Kroon geridderd werd. Op 12 augustus 2010 was hij bij de herdenking van de line-crossers bij het Brugje van St Jan in de Biesbosch. Giovanni Hakkenberg woonde in Rumah Kita, een verzorgingshuis voor Molukkers en Indische Nederlanders in Wageningen, en overleed 15 februari 2013. Op 21 februari is hij in Utrecht met militaire eer gecremeerd. Zijn as werd begin 2014 uitgestrooid in de Javazee, waar zijn broer en zeven neven in 1942 sneuvelden.

### Militaire Willems-Orde
Als korporaal der Mariniers - echter aangesteld als tijdelijk sergeant der Mariniers - kwam Hakkenberg tot inzet in Nederlands-Indië, tegen zowel opstandelingen als de Tentara Nasional Indonesia (TNI), het nieuw opgerichte Indonesische leger. Hij was ingedeeld bij de mariniersbrigade, die de veiligheidsdienst op Oost-Java verzorgde. Hij was bij vele belangrijke acties betrokken, als groepscommandant van een klein detachement te Loemadjang. Meestal voerde hij deze acties alleen of met een handvol anderen uit, vaak 's nachts. Hij was buitengewoon actief en doortastend en kreeg voor een vijftal prominente acties, uitgevoerd tussen 24 augustus 1948 en 6 maart 1949, de Militaire Willems-Orde der 4e Klasse toegekend (KB no.40 van 6 maart 1951). Hakkenberg werd voorgedragen voor de Militaire Willemsorde door kapitein Meerdink in opdracht van de bataljonscommandant, luitenant kolonel der mariniers W.A. van Heuven. De mutatie bij deze onderscheiding was als volgt:
(Wegens) Het zich in den strijd onderscheiden hebben door uitstekende daden van moed, beleid en trouw als commandant van een detachement van de veiligheidsdienst van de mariniers-brigade van September 1947 tot Mei 1949 bij de bestrijding van terroristische benden in Oost-Java, waarbij hij aan het hoofd van slechts een zeer kleine groep - somtijds niet sterker dan drie tot vijf man - met een fanatieke aanvalsgeest deze numeriek sterkere en goedbewapende benden wist op te sporen en verrassend aan te grijpen, hun daarbij gevoelige verliezen aan manschappen en wapenen toebrengend, zonder zelf verliezen te lijden, te weten: door zijn op een uitnemende kennis van taal, land, volk, steunend beleid en onverschrokken optreden, achtereenvolgens in het bijzonder:
a. op 24 augustus 1948 in Daragowak de invloedrijke bendeleider Pa Tai met vijf zijner handlangers te arresteren;

b. op 25 oktober 1948 in de kampong Djakarta een geïnfiltreerde TNI groep te overrompelen en gevangen te zetten;

c. op 7 en 19 april 1949 ten Zuiden van Mentoeroes de overmachtige tegenstander gevoelige verliezen toe te brengen;

d. op 14 februari 1949 te Bodag verscheidene uit bestuursoogpunt belangrijke personen te overmeesteren en daarbij een archief van de chef staf van de TNI met zeer waardevolle gegevens in handen te krijgen;

e. op 6 maart 1949 te Nitikan de republikeinse resident van Madioen te arresteren en deze met enige andere gevangenen, ondanks heftig verzet, veilig het eigen hoofdkwartier binnen te brengen

## Decoraties
- Militaire Willems-Orde, Ridder vierde klasse
- Orde van Oranje-Nassau, eremedaille in goud
- Bronzen Leeuw
- Oorlogsherinneringskruis, 2 gespen
- Ereteken voor Orde en Vrede, 4 gespen
- Nieuw-Guinea Herinneringskruis
- Onderscheidingsteken voor Langdurige en Trouwe Dienst
- Orde van het Zwaard (Zweden), Medaille van het zwaard